# الدوري التايواني الممتاز لكرة القدم
الدوري التايواني الممتاز لكرة القدم هو أعلى دوري لرياضة كرة القدم في تايوان يدار من قبل اتحاد تايبيه الصينية لكرة القدم.تأسس الدوري في 2017.